# Cala Saona
La playa Cala Saona mayormente conocida como cala Sabina está situada en la isla de Formentera, en la comunidad autónoma de las Islas Baleares, España. 
Tras el arenal existe un pinar espeso con algunas construcciones de viviendas que quedan prácticamente cubiertas por el bosque, excepto el único hotel ubicado en primera línea, casi sobre la arena. 
Desde esta playa se pueden iniciar una serie de paseos por sendas que discurren entre árboles, u otras que bordean la costa, en dirección oeste, pudiendo llegar hasta el apéndice que cierra la cala llamado Punta Rasa.